# Á Tế Á ca
Á Tế Á ca (nghĩa là "Bài ca châu Á"), còn có tên gọi khác là Đề tỉnh quốc dân ca (Bài ca thức tỉnh quốc dân), Nam hải bô thần ca (Bài ca của một bề tôi trốn tránh người biển Nam), là một bài thơ diễn ca yêu nước được lưu truyền tại Việt Nam nửa đầu thế kỷ 20. Trong ba tên gọi khác nhau đã biết của bài thơ tên gọi "Á Tế Á ca" được nhiều người biết đến hơn cả. Cho đến này vẫn chưa rõ tác giả của bài thơ này là ai, người thì cho là Nguyễn Thiện Thuật, người khác thì cho là Tăng Bạt Hổ, Phan Bội Châu, Nguyễn Thượng Hiền, Dương Bá Trạc.

## Các truyền bản
Bài thơ này có 4 truyền bản:
- Bản được Huỳnh Lý, Hoàng Ngọc Phách công bố lần đầu trong Sơ tuyển thơ văn yêu nước và cách mạng, tập 2, Nhà xuất bản.Giáo dục, Hà Nội, 1959
- Bản được Đặng Thai Mai sưu tập đưa vào công trình nổi tiếng của ông: Văn thơ cách mạng Việt Nam đầu TK.XX, In lần thứ nhất, Nhà xuất bản.Văn hóa, Hà Nội, 1961.
- Bản của Trường Viễn đông Bác cổ mà Đặng Thai Mai dùng làm bản khảo chứng trong công trình trên.
- Bản được Vũ Văn Sạch công bố gần đây. Bản này được lưu trữ ở Trung tâm Lưu trữ quốc gia 1 – Hà Nội (Cục Lưu trữ Nhà nước), hồ sơ số 71836 phòng Phủ Thống sứ Bắc Kỳ[2].

## Ý nghĩa lịch sử
Bài ca thể hiện hình ảnh xã hội Việt Nam trước năm 1945, một xã hội bất công, áp bức, cần thức tỉnh những con dân nô lệ phải nổi dậy lật đổ dưới chế độ thực dân Pháp.
Bài ca đồng thời ca ngợi thành công của cuộc duy tân Nhật Bản từ thời Minh Trị như một tấm gương của châu Á, nhất là một tấm gương cho Việt Nam và các nước Đông Dương đang đau khổ.
Nó trở thành một trong những bài nổi tiếng nhất của phong trào Duy tân yêu nước đầu TK XX. Bài thơ được truyền tụng rộng rãi trong dân chúng, được trường Đông Kinh Nghĩa Thục dùng làm tài liệu học tập, bồi dưỡng lòng yêu nước cho học sinh và được bí mật cho in và gửi đi khắp nơi. Sau này bài thơ được đưa vào hầu hết các tuyển tập văn học đầu TK XX.
Trước 1975, sách giáo khoa phổ thông ở miền Bắc cũng đưa một trích đoạn bài thơ này vào sách Trích giảng văn học, nên rất được nhiều người thuộc.